# Elías Randal
Elías Randal (Elías Rubistein; * 6. Januar 1920 in Buenos Aires; † 28. März 2005) war ein argentinischer Tangosänger und -komponist.

## Leben
Die Eltern Rubisteins stammten aus dem ukrainischen Jekaterinoslaw. Sein Vater war Schuhmacher, die Mutter unterrichtete an einer hebräischen Schule. Mit drei Töchtern kamen sie 1906 nach Argentinien, wo weitere sieben Kinder geboren wurde. In seiner Kindheit zog Elías mit seinem älteren Bruder Mauricio durch Buenos Aires und verkaufte Schuhcreme und Schnürsenkel, wobei Elías Tangos sang und so den Umsatz beförderte. 1930 trat er, angekündigt von dem Schauspieler Roberto Airaldi, am Teatro París auf, wo ihn das Begleitensemble von Libertad Lamarque begleitete.
Mit seinem Bruder Luis gründete er 1935 eine Musikschule, die Primera Academia Argentina de Interpretación (PAADI), die vorrangig Sänger für den Rundfunk ausbildete. Die Schüler konnten begleitet von dem Pianisten Mariano Mores, dem Bandoneonisten Francisco Requena und dem Geiger Tomás Requena direkt bei verschiedenen Radiostationen auftreten und hatten nach dem Abschluss gute Chancen, im Showbusiness Arbeit zu finden. Eine der Absolventinnen war María Celina Lotito, die unter dem Namen Elsita Landi als Radiosoap-Schauspielerin bekannt wurde. Randal selbst trat als Sänger in den Programmen der PAADI bei Radio Belgrano und Radio Mitre sowie mit einem Gitarrenensemble bei Radio Argentina auf.
Mit einigen seiner Kompositionen wurde Randal sehr erfolgreich. Así se baila el tango wurde in der Interpretation von Alberto Castillo mit dem Orchester Ricardo Tanturis ein Hit in den Tanzsälen von Buenos Aires und 1942 erstmals von Francisco Canaro mit dem Sänger Carlos Roldán aufgenommen. Mehrere Aufnahmen entstanden auch von dem Tango Gracias, zunächst von Rodolfo Biagi mit Carlos Saavedra, darauf von Osmar Maderna mit Orlando Verri und von Carlos Di Sarli mit Jorge Durán, später auch von Susy Leiva und Jorge Valdez. Sein Tango Yánkele (Mi muchacho) mit einigen Textzeilen in jiddischer Sprache wurde bei der Übertragung von Luis Pozzo Ardizzis Stück Soy judío bei Radio del Pueblo von Teresita Padró gesungen. Das Orchester Feliciano Brunellis nahm ihn zweimal auf: 1942 mit Oscar Valeta und 1962 mit Roberto Morales.

## Kompositionen
- Así se baila el tango (Text von Marvil)
- Así se canta (Text von Marvil, aufgenommen von Ricardo Tanturi mit Enrique Campos)
- Doble castigo (Text von Carlos Bahr, aufgenommen von Horacio Salgán mit Ángel Díaz)
- Gracias
- La novia del mar (Text von Horacio Sanguinetti, aufgenommen von Carlos Di Sarli mit Oscar Serpa)
- Oiga rubia (Text von Marvil, aufgenommen von Francisco Canaro mit Carlos Roldán)
- Por qué seguir (Text von seinem Bruder Oscar Rubistein, aufgenommen von Miguel Caló mit Roberto Mancini und von Nina Miranda)|
- Pudo ser una vida (Text von Carlos Bahr, aufgenommen von Miguel Caló mit Roberto Arrieta und von Rodolfo Biagi mit Alberto Amor)
- Tanto (Text von Carlos Bahr, aufgenommen von Miguel Caló mit Mario Cané, Eduardo del Piano mit Ángel Vargas, José Libertella mit Roberto Florio sowie Luis Stazo mit Gloria Díaz)
- Yánkele (Mi muchacho) (Text von seinem Bruder Luis Rubistein)